# Associació Catalana de Vexil·lologia
L'Associació Catalana de Vexil·lologia és una entitat fundada l'any 1981 i que aplega persones interessades en la vexil·lologia i la vexil·lografia a Catalunya. D'ençà de 1985 és membre de la Federació Internacional d'Associacions Vexil·lològiques, moment en què es convertí en la primera associació vexil·lològica d'un país sense estat que rebia reconeixement internacional.
Una de les missions fundacionals de l'Associació Catalana de Vexil·lologia fou la d'assessorar el procés d'adopció de banderes per part de municipis catalans. Entre els seus fundadors hi destacà el genealogista, heraldista i activista LGBT Armand de Fluvià i Escorsa. El primer municipi que adoptà els criteris de l'ACV fou Figueres l'any 1984, seguit d'altres tals com Constantí, Sant Gregori, les Valls d'Àneu, i Olesa de Bonesvalls. En les dècades de 1980 i 1990 publicà també anualment el butlletí Vexil·la Catalana amb informació i estudis monogràfics sobre banderes històriques i municipals de Catalunya. La seua tasca la feu esdevenir una de les entitats d'aquest àmbit acadèmic amb més prestigi d'Europa.
Fou l'entitat encarregada de l'organització del 14è Congrés Internacional de Vexil·lologia, celebrat entre el 30 de juny i el 5 de juliol de 1991 a Barcelona. L'any 2017 l'associació avalà la proposta per a una estandardització de l'estelada presentada públicament per la Fundació Reeixida.
L'any 1988 es veié immersa en una polèmica relacionada amb una subvenció rebuda per part de la Generalitat de Catalunya, quan diversos mitjans publicaren que el Cos Nacional de Policia investigava si aquests ingressos s'havien destinat a finançar accions de la Crida a la Solidaritat contra la visita del monarca Joan Carles I d'Espanya a Barcelona. La Fiscalia desestimà posteriorment qualsevol acusació d'irregularitat puix que l'ACV mostrà tots els contractes laborals i fulls salarials que demostraren que, aquesta partida econòmica de 1,05 milions de pessetes (equivalents a 6.310 euros), fou emprada correctament i lícita per crear llocs de feina en les llavors anomenades «entitats juvenils».